# Imionki
Imionki (deutsch Prostkergut) und Imionki PKP sind zwei Ortschaften in der polnischen Woiwodschaft Ermland-Masuren. Sie gehören zur Stadt-und-Land-Gemeinde Olecko (Marggrabowa, umgangssprachlich auch Oletzko, 1928 bis 1945 Treuburg) im Powiat Olecki (Kreis Oletzko, 1933 bis 1945 Kreis Treuburg).

## Geographische Lage
Imionki und Imionki PKP liegen im Osten der Woiwodschaft Ermland-Masuren, vier bzw. zwei Kilometer südöstlich der Kreisstadt Olecko.

## Geschichte

### Imionki
Der damals Prostker Gütchen und später Prostkerguth (um 1785),  Mnionken (vor 1818) bzw. Prostkergut genannte Gutsort wurde 1566 gegründet. Im Jahre 1874 wurde er in den Amtsbezirk Krupinnen (polnisch Krupin) eingegliedert, der zum Kreis Oletzko (1933 bis 1945: Kreis Treuburg) im Regierungsbezirk Gumbinnen der preußischen Provinz Ostpreußen gehörte. Im Jahre 1910 wurden in Imionki 117 Einwohner registriert.
Aufgrund der Bestimmungen des Versailler Vertrags stimmte die Bevölkerung im Abstimmungsgebiet Allenstein, zu dem Prostkergut gehörte, am 11. Juli 1920 über die weitere staatliche Zugehörigkeit zu Ostpreußen (und damit zu Deutschland) oder den Anschluss an Polen ab. In Prostkergut stimmten 39 Einwohner für den Verbleib bei Ostpreußen, auf Polen entfiel keine Stimme.
Am 30. September 1928 gab der Gutsbezirk Prostkergut seine Eigenständigkeit auf und schloss sich mit den Nachbarorten Krupinnen (Krupin) und Neu Retzken (Nowe Raczki) zur neuen Landgemeinde Krupinnen zusammen. 
Prostkergut wurde 1945 in Kriegsfolge mit dem gesamten südlichen Ostpreußen nach Polen übergeben und trägt seither den polnischen Namen „Imionki“. Heute ist es in das Schulzenamt (polnisch sołectwo) Możne (deutsch Moosznen, 1936 bis 1938 Mooschnen, 1938 bis 1945 Moschnen) einbezogen und gehört somit zur Stadt-und-Land-Gemeinde Olecko (Marggrabowa, 1928 bis 1945 Treuburg) im Powiat Olecki, bis 1998 der Woiwodschaft Suwałki, seither der Woiwodschaft Ermland-Masuren zugehörig.

### Imionki PKP
Die kleine Siedlung Imionki PKP ist wie das Dorf Imionki eine Ortschaft im Verbund der Stadt- und Landgemeinde Olecko. Sie liegt zwei Kilometer vom Dorf entfernt an der Szosa do Krupina (Chaussee nach Krupin), direkt an der südöstlichen Stadtgrenze von Olecko. Die kleine Ortschaft liegt nördlich des schon vor dem Zweiten Weltkrieg existierenden, aber schon 1944 nicht mehr in Betrieb befindlichen Bahnhofes Prostkergut und schließt diese mit ein. Der Namenszusatz „PKP“ verweist auf die „Polskie Koleje Państwowe“ (Polnische Staatsbahn) und liegt an einer Bahnstrecke, die seit 2010 nicht mehr befahren wird.

## Religionen
Vor 1945 war Prostkergut in die evangelische Kirche Marggrabowa in der Kirchenprovinz Ostpreußen der Kirche der Altpreußischen Union sowie in die katholische Pfarrkirche Marggrabowa im Bistum Ermland eingepfarrt.
Heute gehören Imionki und Imionki PKP zur katholischen Pfarrkirche in Olecko im Bistum Ełk (deutsch Lyck) der Römisch-katholischen Kirche in Polen. Hier lebende evangelische Einwohner orientieren sich zu den Kirchen in Ełk oder Gołdap, beide der Diözese Masuren der Evangelisch-Augsburgischen Kirche in Polen zugehörig.

## Verkehr
Von Imionki und Imionki PKP besteht eine Straße bis zur Kreisstadt Olecko (Marggrabowa, 1928 bis 1945 Treuburg) und zur Landesstraße 65 (einstige deutsche Reichsstraße 132) und der Woiwodschaftsstraße DW 655. Außerdem gibt es eine Landwegverbindung über Przytuły (Przytullen, 1938 bis 1945 Siebenbergen) nach Dąbrowskie-Osada und zur Woiwodschaftsstraße DW 653 (zwischen 1939 und 1944 Reichsstraße 127). Die nächste Bahnstation ist in Olecko, die nur im Güterverkehr betrieben wird. Die einstige Bahnstrecke Olecko–Suwałki, an der Prostkergut ein Bahnhof war, wird seit 2010 nicht mehr befahren.